# Diócesis de Yokadouma
La diócesis de Yokadouma (en latín: Dioecesis Yokadumana y en francés: Diocèse de Yokadouma) es una circunscripción eclesiástica de la Iglesia católica en Camerún. Se trata de una diócesis latina, sufragánea de la arquidiócesis de Bertoua. Desde el 27 de noviembre de 2021 es sede vacante.

## Territorio y organización
La diócesis tiene 30 467 km² y extiende su jurisdicción sobre los fieles católicos de rito latino residentes en la región del Este en el departamento de Boumba-et-Ngoko.
La sede de la diócesis se encuentra en la ciudad de Yokadouma, en donde se halla la Catedral de María Reina de la Paz.
En 2020 en la diócesis existían 14 parroquias.

## Historia
La diócesis fue erigida el 20 de mayo de 1991 con la bula Quod Venerabiles del papa Juan Pablo II, obteniendo el territorio de la diócesis de Bertoua (hoy arquidiócesis).
Originalmente sufragánea de la arquidiócesis de Yaoundé, el 11 de noviembre de 1994 pasó a formar parte de la provincia eclesiástica de la arquidiócesis de Bertoua.

## Estadísticas
Según el Anuario Pontificio 2021 la diócesis tenía a fines de 2020 un total de 21 940 fieles bautizados.
| Año                                                                             | Población            | Población | Población      | Sacerdotes | Sacerdotes    | Sacerdotes    | Bautizados por sacerdote | Diáconos permanentes | Religiosos | Religiosos | Parroquias |
| Año                                                                             | Bautizados católicos | Total     | % de católicos | Total      | Clero secular | Clero regular | Bautizados por sacerdote | Diáconos permanentes | Varones    | Mujeres    | Parroquias |
| ------------------------------------------------------------------------------- | -------------------- | --------- | -------------- | ---------- | ------------- | ------------- | ------------------------ | -------------------- | ---------- | ---------- | ---------- |
| 1999                                                                            | 18 912               | 98 125    | 19.3           | 11         | 3             | 8             | 1719                     |                      | 11         | 21         | 7          |
| 2000                                                                            | 21 898               | 104 312   | 21.0           | 7          | 2             | 5             | 3128                     |                      | 5          | 21         | 7          |
| 2001                                                                            | 22 379               | 104 312   | 21.5           | 10         | 2             | 8             | 2237                     |                      | 8          | 19         | 7          |
| 2002                                                                            | 23 430               | 104 312   | 22.5           | 11         | 4             | 7             | 2130                     |                      | 8          | 29         | 7          |
| 2003                                                                            | 23 630               | 104 312   | 22.7           | 13         | 6             | 7             | 1817                     |                      | 8          | 30         | 7          |
| 2004                                                                            | 26 135               | 107 248   | 24.4           | 13         | 7             | 6             | 2010                     |                      | 7          | 30         | 7          |
| 2010                                                                            | 17 912               | 126 619   | 14.1           | 17         | 11            | 6             | 1053                     |                      | 6          | 35         | 12         |
| 2014                                                                            | 20 050               | 147 054   | 13.6           | 21         | 16            | 5             | 954                      |                      | 6          | 32         | 14         |
| 2017                                                                            | 20 454               | 148 134   | 13.8           | 17         | 13            | 4             | 1203                     |                      | 5          | 28         | 14         |
| 2020                                                                            | 21 940               | 156 460   | 14.0           | 18         | 14            | 4             | 118                      |                      | 5          | 29         | 14         |
| Fuente: Catholic-Hierarchy, que a su vez toma los datos del Anuario Pontificio. |                      |           |                |            |               |               |                          |                      |            |            |            |

## Episcopologio
- Eugeniusz Juretzko, O.M.I. † (20 de mayo de 1991-25 de abril de 2017 retirado)
- Paul Lontsié-Keuné (25 de abril de 2017-27 de noviembre de 2021 nombrado obispo de Bafoussam)
  - Sede vacante, desde 2021